# 曼利谷
曼利谷（Manly Vale），是澳大利亚新南威尔士州悉尼北部的一个郊区，位于悉尼中央商业区东北17公里，属于北滩区域，华令加议会地方政府辖区。曼利谷在康大明街有商业區，另有一些小型轻工业，也有多个养老院和老年保健设施。

## 历史
曼利谷邮政1950年4月3日开张，1994年关闭。

## 公园和休闲
该区包含很多休闲设施，包括象Passmore 保留地一样的公园，以及位于米勒斯保留区和戴维－托马斯保留区里的游戏玩耍区。曼利水坝位于曼利谷的西边。还有一些小的保留地, 例如国王街保留地。 

## 环境保护运动
自“恢复美人鱼”项目开始，环保活动在曼利谷成为重要的社会活动。该项目的内容包括定期志愿者为曼利溪上的美人鱼水池收集垃圾、清除杂草和种植本地乡土树种等。
水池原本是带有波光粼粼的瀑布的沙滩. 因非法倾倒垃圾和城市发展而被污染。入侵和有害杂草占领了整片区域。这个项目是在保存曼利大坝流域管理委员会（SMDCC）的召集下开展的。